# Pierre Dugac
Pierre Dugac (* 12. Juli 1926 in Bosanska Dubica, Jugoslawien; † 7. März 2000 in Paris) war ein französischer Mathematikhistoriker.
Dugac verließ 1945 Jugoslawien und ging über Italien nach Paris. 1966 wurde er französischer Staatsbürger. Er studierte Literatur und dann Mathematik und wurde 1964 Assistenzprofessor für Mathematik an der Universität Pierre et Marie Curie in Paris, wo er 1991 emeritierte. 1978 promovierte er über die Geschichte der Grundlagen der Analysis von Cauchy bis René Baire. Er war Direktor des Mathematikgeschichts-Seminars am Institut Henri Poincaré in Paris und gab ab 1980 dessen Zeitschrift Cahiers heraus, in der auch zahlreiche Originaldokumente veröffentlicht wurden. Als Wissenschaftshistoriker beschäftigte er sich vor allem mit der zunehmenden Strenge in den Grundlagen der Analysis im Lauf des 19. und beginnenden 20. Jahrhunderts, insbesondere in der französischen Schule, zum Beispiel Henri Lebesgue, Émile Borel, Arnaud Denjoy und René Baire.
Er schrieb eine Biographie von Jean Dieudonné (1995) und das Buch „Richard Dedekind et les fondements de la mathématique“ (Paris 1976, mit zahlreichen davor unveröffentlichten Dokumenten).
1990 wurde er korrespondierendes Mitglied der Pariser Akademie der Wissenschaften.

## Schriften
- Eléments d'analyse de Karl Weierstrass. In: Archive for History of Exact Sciences. Bd. 10, Nr. 1/2, 1973, S. 41–176, JSTOR:41133363.
- Histoire de l'analyse. Autour de la notion de limite et de ses voisinages. Texte édité par Bernard Bru et Roger Laurent. Vuibert, Paris 2003, ISBN 2-7117-5311-5.